# ハヴォック級駆逐艦
| ハヴォック級駆逐艦 | ハヴォック級駆逐艦                                                                                         |
| ------------------ | --- |
| HMS Havock         | |
| 艦歴               | |
| 建造               | ヤーロウ・アンド・カンパニー                                                                               |
| 前級               | なし |
| 次級               | A級駆逐艦                                                                                                  |
| 性能諸元           | |
| 排水量             | 常備：240ロングトン (244 t) 満載：275ロングトン (279 t)                                                    |
| 全長               | 185 ft (56.4 m)                                                                                            |
| 全幅               | 18 ft 6 in (5.64 m)                                                                                        |
| 吃水               | 7 ft 6 in (2.29 m)                                                                                         |
| 機関               | ヤーロウ式石炭専焼水管缶8基(ホーネット) 石炭専焼煙管缶2基(ハヴォック)+ 三段膨張蒸気レシプロ機関 2基2軸推進 |
| 最大出力           | 約3,700ihp (2,800kW)                                                                                       |
| 最大速力           | 26.78ノット (49.60 km/h; 30.82 mph)                                                                        |
| 航続距離           | 3,000 nmi (5,600 km)                                                                                       |
| 乗員               | 46名 |
| 兵装               | QF 12ポンド 12cwt艦砲 1門 6ポンド砲 3門 魚雷発射管3門（艦首1門、艦尾2門）                                  |
| 建造費             | 66,948ポンド（2隻分）                                                                                      |

ハヴォック級駆逐艦 (Havock-class destloyer) はイギリス海軍の水雷艇駆逐艦で、1893年にヤーロウ・アンド・カンパニーでハヴォックおよびホーネットの2隻が建造された。同時期にソーニクロフトにデアリング級駆逐艦2隻 (デアリングおよびデコイ) が発注されていたが、発注こそ5日遅れだったものの進水はデアリング級に先んじ、イギリス海軍初の水雷艇駆逐艦となった。 

## 背景
1866年にロバート・ホワイトヘッドとオーストリア海軍のジョヴァンニ・ルッピスが発明した魚雷は、小型の高速水雷艇との組み合わせで戦艦にすら脅威を与え得るものとなった。高速で周囲を遊弋しつつ魚雷を発射する水雷艇は、戦艦乗組員の注意力を乱して敵主力艦につけ込まれる隙を与える原因となりかねなかったからである。その後、1891年のチリ内戦で水雷艇に絶大な効果があることが明らかとなった。 
水雷艇に対する防衛策は明らかで、艦隊に随伴させた小型艦艇で敵水雷艇の攻撃を防ぐことができると考えられた。このため、欧州各国では敵水雷艇を捕捉し、駆り出し、撃滅するための艦の開発が進められ、イギリス海軍では水雷砲艦が建造された。しかし、こういった初期の対水雷艇艦には、そもそも防衛すべき主力艦に随伴できるだけの航続距離も速度もないことが問題であった。これを受けて、1892年に第三海軍卿であったジョン・フィッシャー海軍少将が、水雷艇に対抗するため当時最新の水管ボイラーと小口径速射砲を備えた新型艦の開発を命じたことで建造されたのが本級である。 

## 発注
イギリス海軍本部は3社に仕様を提示して各2隻ずつ、計6隻を発注した。 
- 本級 (ハヴォックおよびホーネット) - ヤーロウ
- デアリング級 (デアリングおよびデコイ) - ソーニクロフト
- フェレット級 (フェレットおよびリンクス) - レアード

## 設計

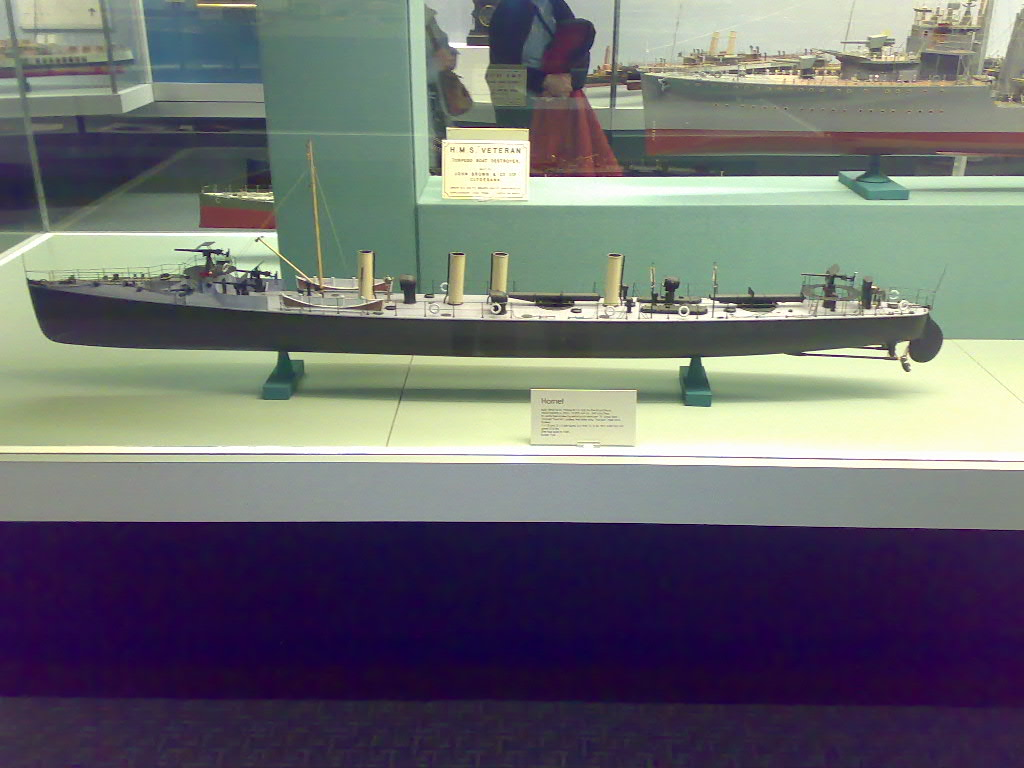
ホーネットの模型（グラスゴー交通博物館）

ハヴォックは従来型の煙管ボイラーを搭載し、煙突は2本でその間隔も狭かった。一方、ホーネットは水管ボイラー8缶を搭載し、煙突は4本でその間隔は広く空いていた。それ以外はほとんど同じであった。 
この6隻はいずれも初期のイギリス海軍駆逐艦を特徴付ける、丸く盛り上がった船首楼 (タートルバック、亀の甲と呼ばれる) を有していた。6隻とも1912年末までに退役して処分されたため、1913年に実施された駆逐艦の類別変更（27ノッター型・30ノッター型がそれぞれA級・B級となった）の対象にはならなかった。

## 建造と試験
ハヴォックは1893年8月12日に進水し、同年10月28日の海上公試では戦艦に追いつけるほどの優速を発揮した。しかし、それと同時に自分が発射した魚雷を追い抜いてしまうため、船首魚雷発射管は役に立たないことも判明した。また、艦首が波に突っ込む傾向があり、船首楼は水浸しとなった。このため、本級以降の駆逐艦にタートルバックが採用されることはなかった。 
海上公試の結果、ハヴォックは「良好」、ホーネットは「良好だがやや習熟を要する」と判定されたが、ホーネットはハヴォックより石炭をかなり多く消費していたことも明らかになった。 

## 同型艦
| 艦名                  | 造船所   | 起工         | 進水           | 就役      | 退役後             |
| --------------------- | -------- | ------------ | -------------- | --------- | ------------------ |
| ハヴォック HMS Havock | ヤーロウ | 1892年7月1日 | 1893年8月12日  | 1894年1月 | 1912年5月14日売却  |
| ホーネット HMS Hornet | ヤーロウ | 1892年7月1日 | 1893年12月13日 | 1894年7月 | 1909年10月12日売却 |

その後、ヤーロウでは、ハヴォック級に続いてアルゼンチン海軍向けにコリエンテス級駆逐艦4隻が建造された。 
| 艦名                            | 造船所   | 進水   | 退役後                   |
| ------------------------------- | -------- | ------ | ------------------------ |
| コリエンテス ARA Corrientes     | ヤーロウ | 1897年 | 1930年にスクラップ       |
| ミシオネス ARA Misiones         | ヤーロウ | 1897年 | 1930年にスクラップ       |
| エントレ・リオス ARA Entre Rios | ヤーロウ | 1896年 | 1930年にスクラップ       |
| サンタ・フェ ARA Santa Fe       | ヤーロウ | 1896年 | 1897年、ウルグアイで沈没 |

## イギリス海軍にて
ホーネットが1909年に短期間だけ地中海に進出した以外は、本国周辺海域で任務に就いた。ハヴォックは1899年から1900年にかけて煙管ボイラーから水管ボイラーへの換装が行われ、より標準的な3本煙突の外観となった。 

## その後
ハヴォックとホーネットはそれぞれ1912年と1909年に退役し、第一次世界大戦を迎えることはなかった。一方、アルゼンチン海軍に納入されたコリエンテス級は、1897年に沈没したサンタ・フェを除く3隻が1930年まで現役で活躍した。 